# Stine Spedsbjerg
Stine Spedsbjerg er en dansk tegneserietegner, som er kendt for sin delvist selvbiografiske onlinetegneserie StineStregen ("tidens måske mest populære webserie på dansk") og satirestriben "Stine bliver klogere". Stine Spedsbjerg blev i 2014 formand for Dansk Tegneserieråd.
Spedsbjerg modtog i 2010 Komiks.dk-prisen for bedste onlinetegneserie, og i 2012, 2013 og 2014 var hun blandt de nominerede til Pingprisen.
I 2012 var hun med i udstillingen "Cool comics" på Gammel Holtegård.. I 2014 udstiller hun på Kvindemuseet
Sommeren 2013 var Spedsbjerg "sommerferievikar" for Wulffmorgenthaler.

## Eksterne links
- StineStregen
- Stine bliver klogere Arkiveret 25. oktober 2014 hos  Wayback Machine på satiresitet heltnormalt.dk
- StineStregen på Twitter
- StineStregen på Facebook